# Isola Águila
L'isolotto Águila (in spagnolo Islote Águila) è un isolotto del Cile meridionale situato nello stretto di Drake (in spagnolo: Paso Drake). Appartiene alla regione di Magellano e dell'Antartide Cilena, alla provincia dell'Antartica Cilena e al comune di Cabo de Hornos. Fa parte delle isole Diego Ramírez.

## Geografia
L'isolotto è il punto più meridionale del continente americano, e il punto più a sud delle isole Diego Ramírez. È circondato da un gruppo di grandi scogli che affiorano sulla superficie del mare. Si trova a 100 km circa da Capo Horn, a circa 800 km dall'isola Greenwich delle isole Shetland Meridionali, le più vicine terre antartiche, e a 950 km dal continente antartico (la Penisola Antartica), 56°32′15″S 68°43′10″W.